# Papyrus 76
Papyrus 76 (nach Gregory-Aland mit Sigel {\displaystyle {\mathfrak {P}}}76 bezeichnet) ist eine frühe griechische Abschrift des Neuen Testaments. Dieses Papyrusmanuskript des Johannesevangeliums enthält nur die Verse 4,9 und 4,12. Mittels Paläographie wurde es auf das 6. Jahrhundert datiert.
Der griechische Text des Kodex ist gemischt. Aland ordnete ihn in Kategorie III ein.
Die Handschrift wird zurzeit in der Österreichischen Nationalbibliothek unter der Signatur Pap. Vindob. G. 36102 in Wien aufbewahrt.